# 牛科
牛科（学名：Bovidae）又称洞角科，在生物分类学上属于哺乳纲的偶蹄目。“洞角”一名是由於本科動物的角中空。全球共有牛科动物279种。
牛科包括了中文俗名被称为“牛”及“羚”的多种有角反刍类，其中通称为“羊”的动物都集中在羊亞科羊族、羊羚族，通称为“牛”的动物都集中在牛亞科牛族及羊亞科羊牛族，其余多称“羚”、“羚羊”、“牛羚”等。
牛科包含以下一些动物：野牛（Bos gaurus）、野牦牛（Bos grunniens）、普氏原羚（Procapra przewalskii）、藏羚（Pantholops hodgsoni）、高鼻羚羊（Saiga tatarica）、扭角羚（Budorcas taxicolor）、台湾鬣羚（Capricornis crispus）、赤斑羚（Nemorhaedus cranbrooki）、塔尔羊（Hemitragus jemlahicus）、北山羊（Capra ibex）。
中文俗称羚羊的动物除了羚羊亚科外，还包括高角羚亚科、狷羚亚科、羚羊亚科、麂羚亚科、马羚亚科、苇羚亚科和短角羚亚科等多个不同演化支的成员。

## 分类
- 高角羚亚科 Aepycerotinae
  - 高角羚属 Aepyceros
- 狷羚亚科 Alcelaphinae
  - 狷羚属 Alcelaphus
  - 角马属 Connochaetes
  - 转角牛羚属 Damaliscus
  - 礼氏狷羚属 Sigmoceros
- 羚羊亚科 Antilopinae
  - 沙羚属 Ammodorcas
  - 跳羚属 Antidorcas
  - 印度羚属 Antilope
  - 大耳羚属 Dorcatragus
  - 瞪羚属 Gazella
  - †Hispanodorcas
    - †Hispanodorcas longdongica Wu, Wang, Liang, Guo, Sun, Liu, Duan & Chen, 2024[2]

  - 长颈羚属 Litocranius
  - 犬羚属 Madoqua
  - 岛羚属 Neotragus
  - 山羚属 Oreotragus
  - 侏羚属 Ourebia
  - 原羚属 Procapra
  - 小岩羚属 Raphiceros
  - 高鼻羚羊族 Saigini
    - 藏羚属 Pantholops（有时归入羊亚科）
    - 高鼻羚羊属 Saiga
- 牛亚科 Bovinae
  - 美洲野牛属 Bison
  - 牛属 Bos
  - 蓝牛属 Boslaphus
  - 水牛属 Bubalus
  - 非洲水牛属 Synceros
  - 非洲林羚属 Taurotragus
  - 四角羚属 Tetracerus
  - 林羚属 Tragelaphus
- 麂羚（小羚羊）亚科 Cephalophinae
  - 小羚羊属 Cephalophus
  - 普通小羚羊属 Sylvicapra
- 马羚亚科 Hippotraginae
  - 马羚属 Hippotragus
  - 长角羚属 Oryx
  - 旋角羚属 Addax
- 羊亚科 Caprinae
  - 羊屬 Ovis
  - 鬣羊属 Ammotragus
  - 羚牛属 Budorcas
  - 山羊属 Capra
  - 塔尔羊属 Hemitragus
  - 鬣羚属 Naemorhedus
  - 雪羊属 Oreamnos
  - 麝牛属 Ovibos
  - 岩羊属 Pseudois
  - 岩羚羊属 Rupicapra
- 苇羚亚科 Reduncinae
  - 水羚属 Kobus
  - 苇羚属 Redunca
- 短角羚亚科 Peleinae
  - 短角羚属 Pelea